# Buitinga safura
Buitinga safura är en spindelart som beskrevs av Huber 2003. Buitinga safura ingår i släktet Buitinga och familjen dallerspindlar.
Artens utbredningsområde är Tanzania. Inga underarter finns listade.